# Eje
Eje (Circinae), potporodica ptica, srednje velikih grabljivica u porodici jastrebova kojoj pripada jedino rod eja (Circus) s petnaestak vrsta. Kod nas prezimljuje samo eja strnjarica, dok ostale zimuju u sjevernoj Africi i Indiji i središnjoj Aziji.
Eje se hrane žabama, miševima, kukcima i gušterima. Gnijezde se na tlu, eja močvarica po močvarama, a u vrijeme gniježđenja sklone su pljačkanju gnijezda manjih ptica. 

## Vrste
Vrste su:
1. Circus aeruginosus (Linnaeus, 1758)
2. Circus approximans Peale, 1848
3. Circus assimilis Jardine & Selby, 1828
4. Circus buffoni (J. F. Gmelin, 1788)
5. Circus cinereus Vieillot, 1816
6. Circus cyaneus (Linnaeus, 1766)
7. Circus eylesi Scarlett R., 1953 †
8. Circus hudsonius (Linnaeus, 1766)
9. Circus macrosceles Newton, 1863
10. Circus macrourus (S. G. Gmelin, 1770)
11. Circus maillardi Verreaux, 1862
12. Circus maurus (Temminck, 1828)
13. Circus melanoleucos (Pennant, 1769)
14. Circus pygargus (Linnaeus, 1758)
15. Circus ranivorus (Daudin, 1800)
16. Circus spilonotus Kaup, 1847